# Mar d'Azov
La mar d'Azov (en rus: Азо́вское мо́ре, Azóvskoie more; en ucraïnès: Азо́вське мо́ре, Azovske more; en tàtar de Crimea Azaq deñizi), a l'antiguitat anomenada Llacuna Meòtida (grec antic: Μαιῶτις λίμνη, llatí: Palus Maeotis), és una secció septentrional de la mar Negra, amb la qual està connectada a través de l'estret de Kertx. Banya les costes d'Ucraïna (al nord-oest), Rússia (a l'est i al sud-est), i la península de Crimea, a la Ucraïna ocupada (al sud-oest i a l'oest).
La teoria del diluvi de la mar Negra fa remuntar la gènesi de la mar d'Azov al 5600 aC, i hi ha restes d'assentaments neolítics a l'àrea actualment coberta per aquest braç de mar.

## Nom
Antigament, la mar d'Azov s'anomenava Llacuna Meòtida (grec antic: Μαιῶτις λίμνη, llatí: Palus Maeotis), en referència als pantans de la desembocadura del Tànais, i als meotes, que habitaven entorn d'aquestes aigües. D'aquí prové el nom amb què s'ha conegut tradicionalment en àrab, Bahr Mayutis. Els escites l'anomenaven Kargaluk, els meotes, Temerinda ('la mare dels mars' o 'la mar mare'); i els àrabs, antigament, Nitxlakh o Baral-Azov, els turcs antigament, Barial-Assak o Barkh-Assak ('mar blau marí'). Els genovesos i els venecians l'anomenaven Mare delle Zabacche o Mare della Tana (pel Tànais). El nom històric ucraïnès és Ozivske more (Озівське море). Els pobles eslaus també l'anomenaven Mar de Súrozh (Сурозьке море, per la ciutat de Súrozh, avui Sudak) o Mar Blau (море Синім). En adigués s'anomena Хы МыутІэ (Khy Myiutie), i en urum (idioma turquès d'unes comunitats gregues a Ucraïna), Азав Дэниз (Azav Deniz).
La tradició popular diu que el nom actual prové d'un príncep cumà anomenat Azum o Asuf, que fou mort mentre defensava una ciutat de la regió el 1067. La major part dels estudiosos el fan derivar de la ciutat d'Azov, el nom eslau de la qual prové del tàtar Azaq («baix»), en referència a la seva situació geogràfica.

## Característiques geogràfiques, descripció, ports
La mar fa 340 km de longitud i 135 km d'amplària i s'estén per una superfície de 37.555 km². Els principals rius que hi desguassen són el Don i el Kuban, els quals fan que l'aigua de la mar tingui una salinitat comparativament baixa i que en llocs determinats sigui gairebé dolça, i també arrosseguen un gran volum de sediments cap a la mar. A la part occidental s'aixeca el cordó litoral d'Arabat, a l'altra banda del qual hi ha els estanys salats o sistema d'albuferes del Sivaix o «la mar Podrida», com també són coneguts, formant la banda est de la península de Crimea. El Sivaix avui és un parc nacional d'Ucraïna.
La mar d'Azov és la més plana del món, amb una profunditat mitjana de tan sols 13 metres, i una fondària màxima de només 15,3 metres; de fet, allà on es dipositen els sediments, com al golf de Taganrog, no arriba a 1 m de profunditat. El corrent predominant és una mena de remolí que es mou en el sentit contrari a les agulles del rellotge; les marees hi són variables, però poden pujar uns 5 metres durant la marea alta. A l'hivern pot passar que una bona part del mar es glaci.
Els ports principals de la mar d'Azov són Berdiansk i Mariúpol a Ucraïna, i Rostov del Don, Taganrog i Ieisk a Rússia. Hi van a parar dos canals; el Volga-Don i el Kumà-Manitx, que enllaça amb la mar Càspia. A la mar d'Azov hi ha un bon nombre de pesqueres i jaciments de gas i petroli.

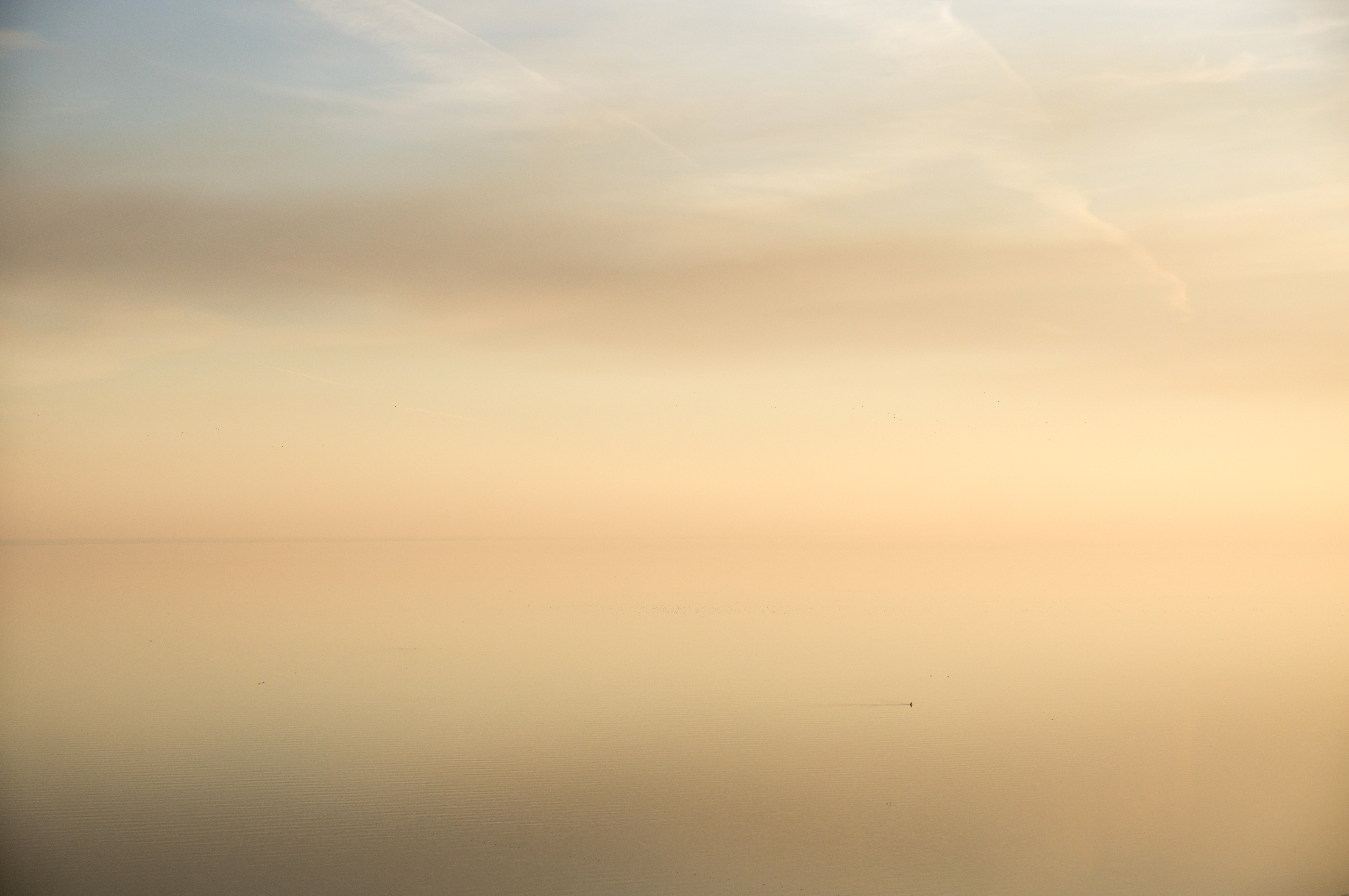
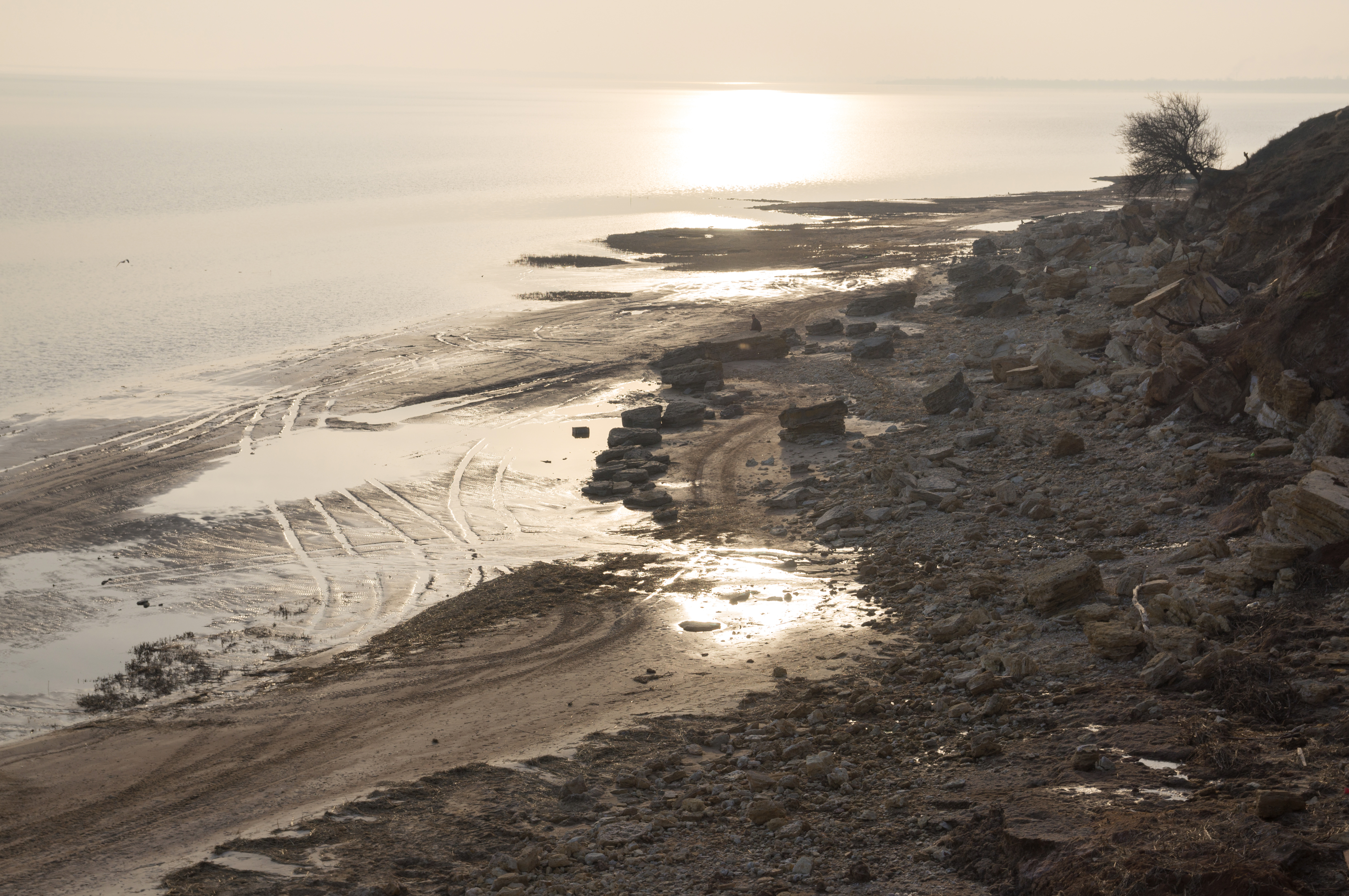
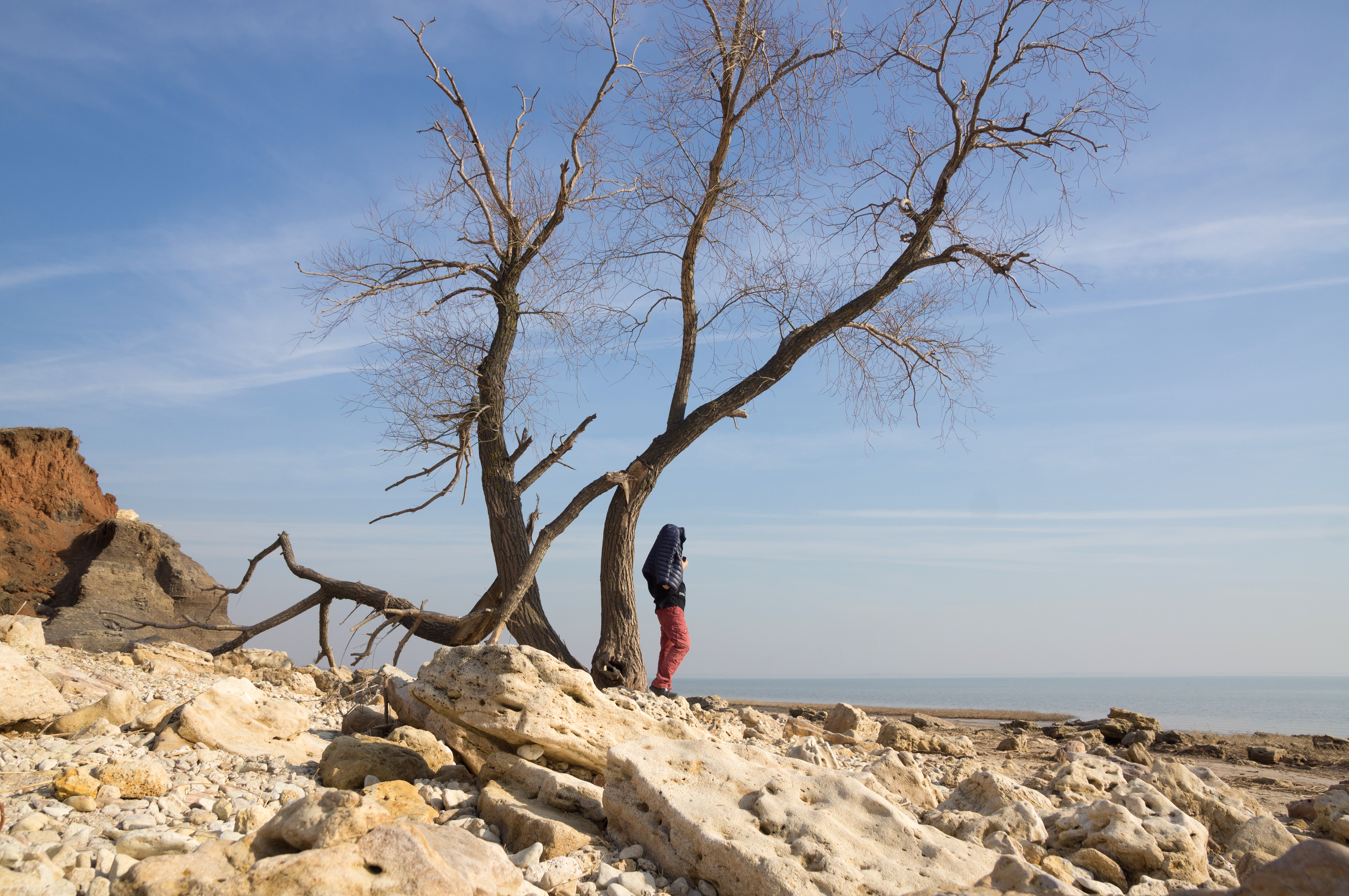
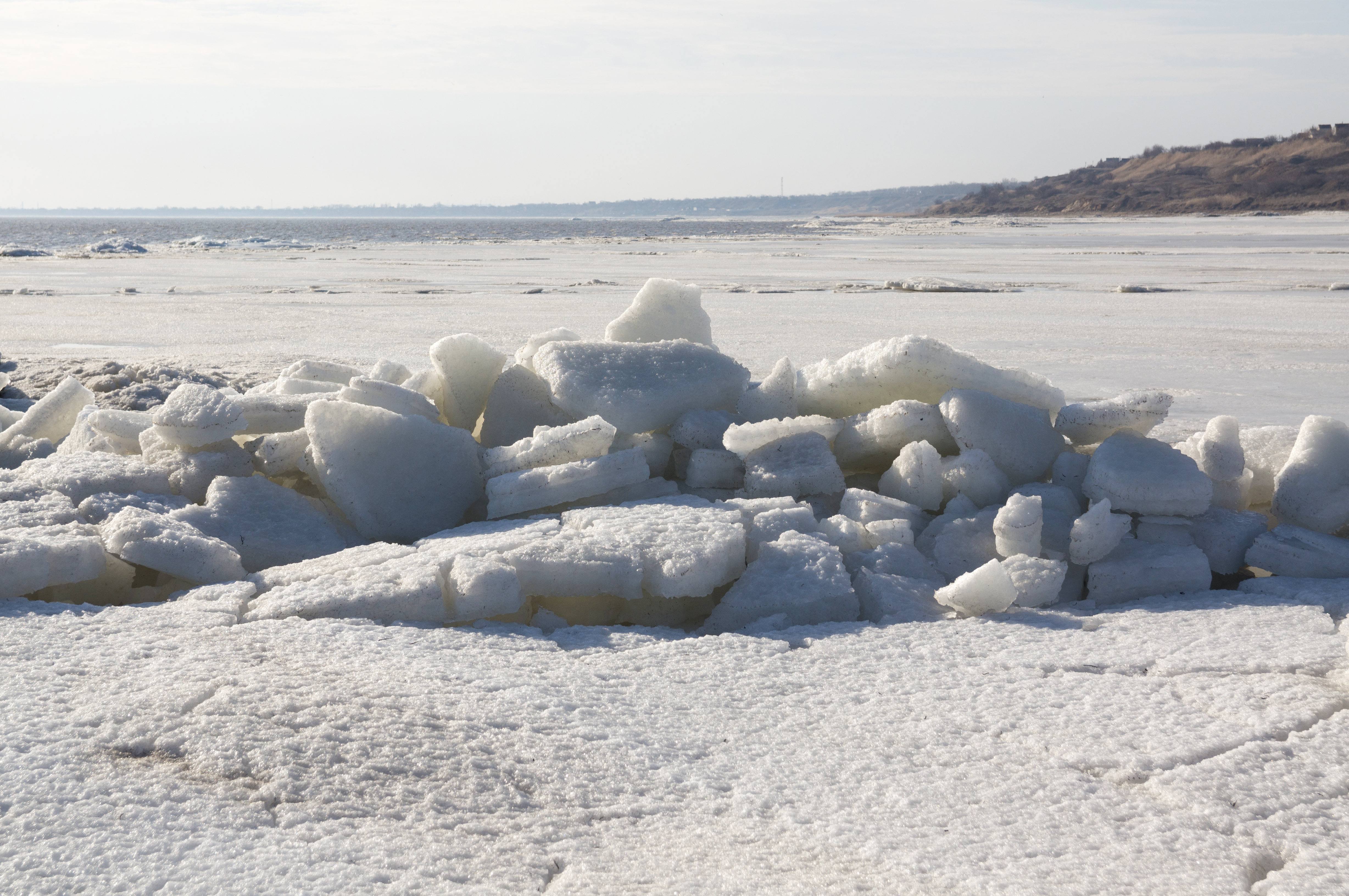

## Biologia
Històricament, la mar ha tingut una rica varietat de vida marina, amb més de 80 espècies de peixos identificades, i unes 300 varietats d'invertebrats. Tant la diversitat com el nombre d'exemplars s'han vist reduïts a causa de la sobreexplotació pesquera i dels nivells creixents de contaminació.

## Història

### Prehistòria
Hi ha restes d'assentaments neolítics a la zona ara coberta pel mar.
L'any 1997, William Ryan i Walter Pitman de la Universitat de Colúmbia van publicar una teoria segons la qual es va produir una inundació de gran extensió a través del Bòsfor a l'antiguitat. Afirmen que el mar Negre i el Caspi eren vasts llacs d'aigua dolça, però cap al 5600 aC el Mediterrani es va vessar per un llit rocós al Bòsfor, creant l'enllaç actual entre el mar Negre i el Mediterrani. S'han fet treballs posteriors tant per donar suport com per desacreditar aquesta teoria, i els arqueòlegs encara la debaten. Això ha portat a alguns a associar aquesta catàstrofe amb els mites prehistòrics de les inundacions.

Colònies gregues antigues al nord del Mar Negre, segles - aC, juntament amb els seus noms moderns

### Antiguitat
Els antics l'anomenaven llacuna (grec antic: λίμνη, llatí: palus), en referència a les seves aigües poc salades i als pantans de la desembocadura del Tànais (l'actual Don), que eren famosos a l'antiguitat perquè servien com un important control de la migració dels nòmades de les estepes eurasiàtiques. Els mateixos meotes, els pobladors de la regió, vivien de la pesca i l'agricultura, però eren àvids guerrers capaços de defensar-se dels invasors. Enganyats pels seus forts corrents, els geògrafs antics només tenien una vaga idea de l'extensió de la Llacuna Meòtida: Heròdot afirma que no era gaire menor que el Pont Euxí, i Escílax de Carianda el considera la meitat de gran. Els mateixos historiadors i geògrafs expliquen les seves aigües eren poc salades fins al punt que es podien beure, i descriuen com se salinitzava quan bufaven vents del sud-oest.
Durant molt de temps es va creure que proporcionava comunicació directa amb l'oceà Àrtic. Polibi (segle ii aC) esperava amb confiança que el Bòsfor Cimmeri (l'estret de Kertx) es tancaria en un futur pròxim, a causa de la deposició continuada de sediments dels rius. Al segle i, Estrabó va calcular la distància del Bòsfor Cimmeri fins a la desembocadura del Tànais a 2.200 estadis, una xifra aproximadament correcta, però no sabia que la seva amplada s'estreny contínuament.
La colonització milèsia va començar al segle vii aC. El Regne del Bòsfor, que rebia el nom del Bòsfor Cimmeri, i no pas del Bòsfor del sud, va ser un regne hel·lenístic format entorn de la Meòtida. Breument annexat pel Regne del Pont a final del segle ii aC, fou un regne independent a partir de l'època de la colonització grega fins al final de l'Imperi Romà, servint com a regne client que exportava blat, peix i esclaus a canvi de manufactures i luxes grecs i romans. La seva història posterior és incerta, però probablement els huns, després de vèncer els alans que s'havien establert a la regió des de l'Àsia central, la van envair a finals del segle iv.

### Campanyes d'Azov de 1695-1696 i 1736-1737

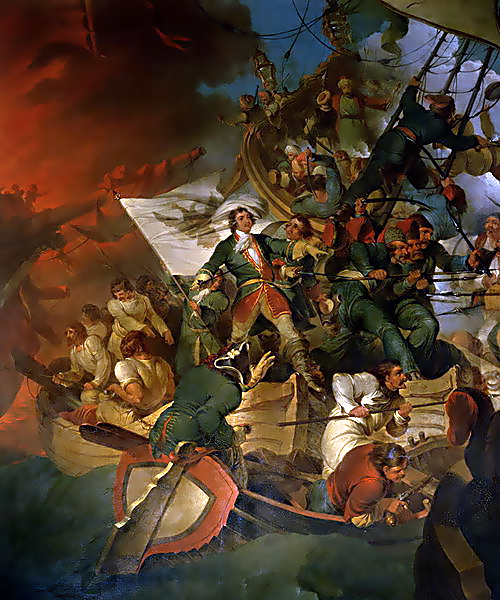
Captura d'Azov 1696, pintura de Robert Ker Porter.

El mar d'Azov va ser sovint l'escenari de conflictes militars entre Rússia, perseguint l'expansió naval cap al sud, i la principal potència de la regió, Turquia. Durant la guerra russo-turca (1686-1700), hi va haver dues campanyes el 1695-1696 per capturar l'aleshores fortalesa turca d'Azov defensada per una guarnició de 7.000 soldats. Les campanyes van ser encapçalades per Pere I i tenien com a objectiu l'accés rus al mar d'Azov i al mar Negre. La primera campanya va començar a la primavera de 1695. L'exèrcit rus estava format per 31 mil homes i 170 canons i incloïa regiments i cosacs entrenats seleccionats. Va arribar a Azov del 27 al 28 de juny i el va assetjar per terra el 5 de juliol. Després de dos assalts sense èxit el 5 d'agost i el 25 de setembre, el setge va ser aixecat.
La segona campanya va implicar tant les forces terrestres com la flota Azov, que es va construir a l'oblast de Moscou, Voronezh, Briansk i altres regions entre l'hivern de 1695 i la primavera de 1696. L'abril de 1696, l'exèrcit de 75.000 encapçalats per Aleksei Shein es va traslladar a Azov per terra i per vaixell pel riu Don fins a Taganrog. A principis de maig, se'ls va unir una altra flota liderada per Pere I. El 27 de maig, la flota russa va bloquejar Azov per mar. El 14 de juny, la flota turca va intentar trencar el bloqueig però, després de perdre dos vaixells, es va retirar al mar. Després d'un intens bombardeig de la fortalesa des de terra i mar, el 17 de juliol l'exèrcit rus va trencar les línies de defensa i va ocupar parts del mur. Després de durs combats, la guarnició es va rendir el 17 de juliol. Després de la guerra, la base de la flota russa es va traslladar a Taganrog i Azov, i s'hi van construir 215 vaixells entre 1696 i 1711. El 1711, com a resultat de la Guerra russo-turca (1710-1711) i del Tractat del Prut, Azov va ser retornat a Turquia i la flota russa d'Azov va ser destruïda. La ciutat va ser reconquistada per Rússia el 1737 durant la guerra russo-austro-turca (1735-1739). No obstant això, a conseqüència del consegüent Tractat de Niš, Rússia no es va permetre mantenir la fortalesa i la flota militar.

### Guerra de Crimea 1853-1856

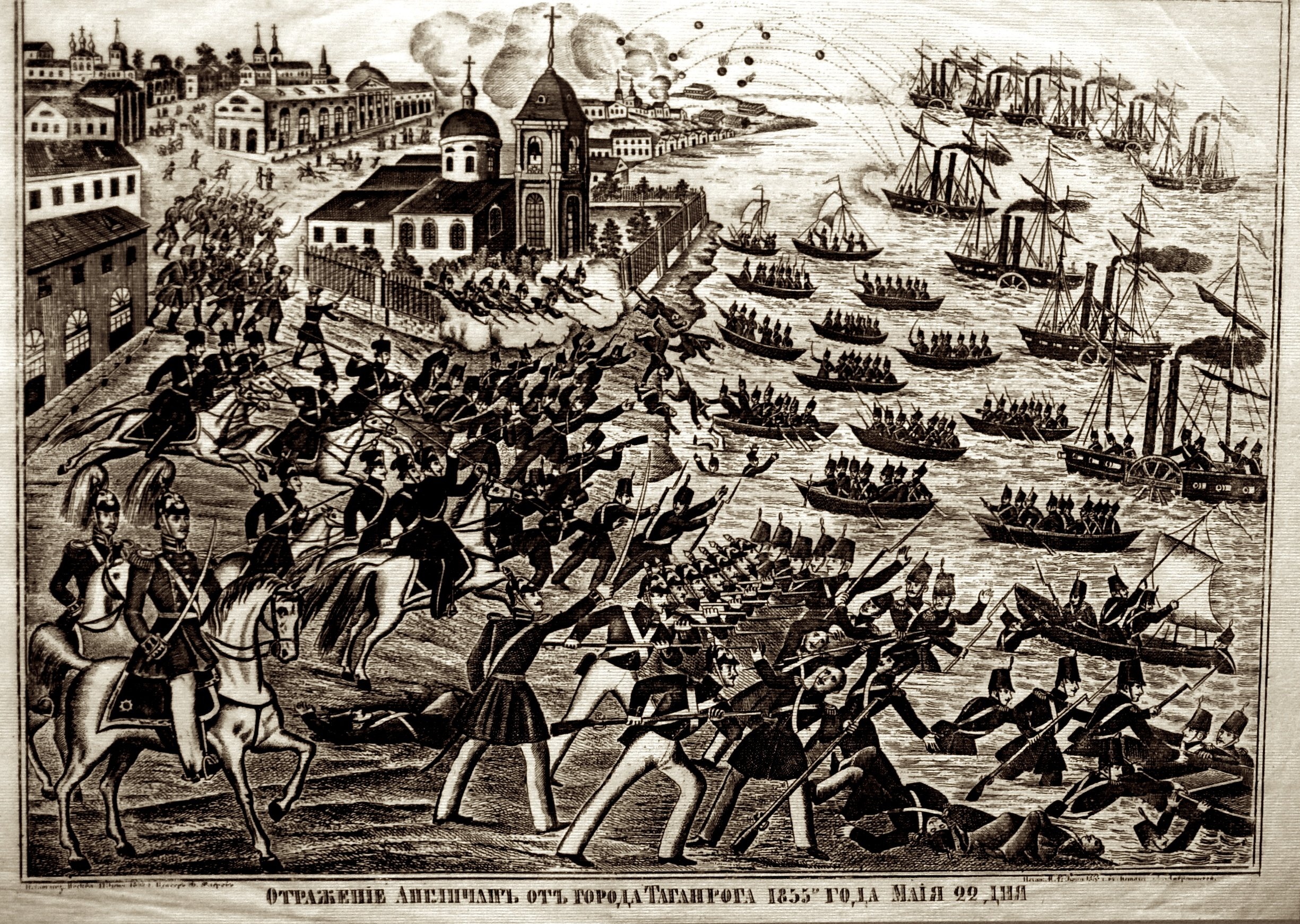
Gravat que mostra el primer atac a Taganrog.

Una altra campanya militar important al mar d'Azov va tenir lloc durant la Guerra de Crimea de 1853-1856. Entre maig i novembre de 1855 va tenir lloc una campanya naval i terrestre que enfrontava les armades aliades de Gran Bretanya i França contra Rússia. Les forces britàniques i franceses van assetjar Taganrog, amb l'objectiu d'interrompre els subministraments russos a Crimea. La captura de Taganrog també donaria lloc a un atac a Rostov, que era una ciutat estratègica per al suport rus de les seves operacions caucàsiques. El 12 de maig de 1855, les forces aliades van capturar fàcilment Kertx i van accedir al mar d'Azov, i el 22 de maig van atacar Taganrog. L'atac va fracassar i va ser seguit d'un setge. Malgrat la gran superioritat de les forces aliades (uns 16.000 soldats contra menys de 2.000), la ciutat va resistir tots els intents de capturar-la, que van acabar cap a l'agost de 1855 amb la retirada de l'exèrcit aliat. Els atacs costaners individuals van continuar sense èxit i van cessar l'octubre de 1855.

### Seglexxi
El desembre de 2003, Ucraïna i la Federació Russa van acordar en un tractat tractar el mar i l'estret de Kertx com a aigües interiors compartides.
El setembre de 2018, Ucraïna va anunciar la intenció d'afegir vaixells de la marina i més forces terrestres al llarg de la costa del mar d'Azov, amb els vaixells basats a Berdiansk. La postura militar es va agreujar arran de la construcció del pont de Crimea, que és massa baix per permetre el pas dels vaixells Panamax al port d'Ucraïna. A finals de setembre, dos vaixells ucraïnesos van sortir del port d'Odessa del Mar Negre, van passar per sota del pont de Crimea i van arribar a Mariúpol. Les tensions van augmentar encara més després de l’incident de l'estret de Kertx el novembre de 2018, quan Rússia es va apoderar de tres vaixells de la Marina d'Ucraïna que intentaven entrar al mar d'Azov.
El control de la costa occidental del mar és vital per a l'economia d'Ucraïna, però també és d'una importància estratègica immensa per a Rússia, com a ruta terrestre a Crimea i també per al trànsit marítim rus.
El 10 de desembre de 2021, l'Armada d'Ucraïna va anunciar que Rússia havia bloquejat gairebé el 70 % del mar d'Azov, emetent avisos de navegació, ostensiblement per dur a terme exercicis de foc d'artilleria al mar… «prop de Mariúpol, Berdiansk i Henitxesk». Va generar aprensió pel que fa a una possible invasió russa, ja que havia començat a acumular desenes de milers de tropes prop de la frontera del sud-est d'Ucraïna i havia iniciat una Guerra de propaganda contra el govern de Kíiv. Els russos van capturar tres vaixells militars ucraïnesos mentre els vaixells intentaven creuar l'estret i van capturar 24 mariners que finalment van ser alliberats després de mesos de negociacions.
El 24 de febrer de 2022, les forces russes van començar a bombardejar Mariúpol a l'inici de la invasió russa d'Ucraïna de 2022. Al maig, amb el final del setge de Mariúpol, Rússia va capturar completament la ciutat i va bloquejar l'accés d'Ucraïna al mar controlant tota la costa nord.